# Caidal
Ein Caidal ist ein in Nordafrika, vor allem in Marokko heute noch verwendetes traditionelles Zelt. Es wird auch häufig Beduinenzelt genannt. Caidals sind heute meist von Stadtmenschen, zum Teil um auf Flachdächern oder anders auf bzw. an Gebäuden in Benutzung. Auch auf Festen und Versammlungen werden diese Zelte in vielen Regionen Marokkos verwendet. In der Vergangenheit hielt der Stammesführer seine Audienzen in einem von innen meist prächtig wirkenden großen Caidalzelt.